# Phytobia malabarensis
Phytobia malabarensis är en tvåvingeart som beskrevs av Spencer 1977. Phytobia malabarensis ingår i släktet Phytobia och familjen minerarflugor. Inga underarter finns listade i Catalogue of Life.